# 3-тя дивізія морської піхоти (США)
3 Дивізія морської піхоти це підрозділ корпусу морської піхоти США . Була створена під час Другої світової війни та перестворена у 1952 для участі у Війні у В'єтнамі. Станом на сьогодні виконує місію щодо забезпечення вільного доступу та миру у Індо-Тихоокеанській області.